# غاردریایی نزدیک لیسبون
«غاردریایی نزدیک لیسبون» (انگلیسی: A Sea Cave Near Lisbon) یک فیلم صامت بریتانیایی به کارگردانی هنری شورت است که در سال ۱۸۹۶ منتشر شد.